# 대한민국 상법 제393조의2
대한민국 상법 제393조의2는 이사회내 위원회에 대한 상법 회사법의 조문이다.

## 조문
第393條의2 (理事會내 委員會) ① 理事會는 定款이 정한 바에 따라 委員會를 設置할 수 있다.
②理事會는 다음 各號의 사항을 제외하고는 그 權限을 委員會에 위임할 수 있다.
1. 株主總會의 승인을 요하는 사항의 提案
2. 代表理事의 選任 및 解任
3. 委員會의 設置와 그 委員의 選任 및 解任
4. 定款에서 정하는 사항
③委員會는 2人 이상의 理事로 구성한다.
④委員會는 決議된 사항을 각 理事에게 통지하여야 한다. 이 경우 이를 통지받은 각 理事는 理事會의 召集을 요구할 수 있으며, 理事會는 委員會가 決議한 사항에 대하여 다시 決議할 수 있다.
⑤第386條第1項·第390條·第391條·第391條의3 및 第392條의 規定은 委員會에 관하여 이를 準用한다.